# Stazione di Winteregg
La stazione di Winteregg è una stazione ferroviaria ubicata a Lauterbrunnen, lungo la Bergbahn Lauterbrunnen-Mürren.

## Storia
La stazione venne inaugurata il 14 agosto 1891, congiuntamente alla linea ferroviaria per Mürren, proveniente da Grütschalp. Nel 2021 è stata totalmente rinnovata con la costruzione di un nuovo fabbricato viaggiatori.

## Struttura e impianti
La stazione dispone di un fabbricato viaggiatori che ospita i servizi per i passeggeri quali biglietterie automatiche, sala d'attesa e ristorante. Il piano binario è composto da due binari passanti.

## Movimento
Il servizio viaggiatori prevede dai due ai quattro treni per ora per Mürren e Grütschalp.

## Servizi
- Bar
- Biglietteria automatica
- Ristorante
- Sala d'attesa
- Servizi igienici

## Interscambio
Dalla stazione è possibile effettuare l'interscambio con una seggiovia a quattro posti costruita dalla Doppelmayr nel 2009 che porta al Maulerhubel a 1 940 metri d'altezza.